# Мухран Вахтангадзе
Мухран Вахтангадзе (груз. მუხრან ვახტანგაძე; нар. 22 січня 1973, Батумі, Аджарська АРСР, Грузинська РСР) — грузинський борець греко-римського стилю, чемпіон світу, бронзовий призер чемпіонату Європи, володар Кубку світу, бронзовий призер Олімпійських ігор.

## Біографія
Боротьбою почав займатися з 1985 року. Своїм кумиром і одночасно головним суперником вважає великого турецького борця Гамзу Єрлікая. Саме він переміг грузина у півфінальній сутичці на Олімпіаді в Сіднеї, позбавивши того шансів боротися за олімпійське золото. Тим не менш в активі Мухрана теж є перемога над членом Зали слави Міжнародної федерації об'єднаних стилів боротьби (FILA) — у 1999 році на чемпіонаті світу.
У 2003 році Мухран Вахтангадзе переніс операції на обох колінах. Після піврічної перерви йому вдалося повернутись на килим, але сильні болі заважали йому боротися на високому рівні.
В Батумі проводиться міжнародний турнір з греко-римської боротьби серед юніорів на призи Мухрана Вахтангадзе.

## Спортивні результати на міжнародних змаганнях

### Виступи на Олімпіадах
| Змагання                                   | Збірна | Вагова категорія                 | Місце  |
| ------------------------------------------ | ------ | -------------------------------- | ------ |
| Боротьба на літніх Олімпійських іграх 2000 | Грузія | греко-римська боротьба, до 85 кг | Бронза |
| Боротьба на літніх Олімпійських іграх 2004 | Грузія | греко-римська боротьба, до 84 кг | 18     |

На літніх Олімпійських іграх 2000 року здобув бронзову нагороду. У сутичці за третє місце з рахунком 4-0 переміг Фріца Аанеса з Норвегії.

### Виступи на Чемпіонатах світу
| Змагання                        | Збірна | Вагова категорія                 | Місце  |
| ------------------------------- | ------ | -------------------------------- | ------ |
| Чемпіонат світу з боротьби 1994 | Грузія | греко-римська боротьба, до 82 кг | 16     |
| Чемпіонат світу з боротьби 1999 | Грузія | греко-римська боротьба, до 85 кг | 24     |
| Чемпіонат світу з боротьби 2001 | Грузія | греко-римська боротьба, до 85 кг | Золото |
| Чемпіонат світу з боротьби 2002 | Грузія | греко-римська боротьба, до 84 кг | 9      |
| Чемпіонат світу з боротьби 2003 | Грузія | греко-римська боротьба, до 84 кг | 6      |
| Чемпіонат світу з боротьби 2005 | Грузія | греко-римська боротьба, до 96 кг | 19     |

На чемпіонаті світу 2001 року посів перше місце, перемігши у фіналі американця Метта Ліндленда.

### Виступи на Чемпіонатах Європи
| Змагання                         | Збірна | Вагова категорія                 | Місце  |
| -------------------------------- | ------ | -------------------------------- | ------ |
| Чемпіонат Європи з боротьби 1994 | Грузія | греко-римська боротьба, до 82 кг | 19     |
| Чемпіонат Європи з боротьби 1996 | Грузія | греко-римська боротьба, до 82 кг | 24     |
| Чемпіонат Європи з боротьби 2000 | Грузія | греко-римська боротьба, до 85 кг | 6      |
| Чемпіонат Європи з боротьби 2001 | Грузія | греко-римська боротьба, до 85 кг | 6      |
| Чемпіонат Європи з боротьби 2003 | Грузія | греко-римська боротьба, до 84 кг | Бронза |

### Виступи на Кубках світу
| Змагання                    | Збірна | Вагова категорія                 | Місце  |
| --------------------------- | ------ | -------------------------------- | ------ |
| Кубок світу з боротьби 2003 | Грузія | греко-римська боротьба, до 84 кг | Золото |

### Виступи на інших змаганнях
| Змагання                                                             | Збірна | Вагова категорія                 | Місце  |
| -------------------------------------------------------------------- | ------ | -------------------------------- | ------ |
| Кубок Вантаа з боротьби 1995                                         | Грузія | греко-римська боротьба, до 82 кг | Срібло |
| Чемпіонат світу з боротьби серед студентів 1998                      | Грузія | греко-римська боротьба, до 85 кг | Бронза |
| Всесвітні ігри військовослужбовців 1999                              | Грузія | греко-римська боротьба, до 85 кг | 7      |
| Олімпійський кваліфікаційний турнір з боротьби 2000 (Фаенца)         | Грузія | греко-римська боротьба, до 85 кг | 19     |
| Олімпійський кваліфікаційний турнір з боротьби 2000 (Клермон-Ферран) | Грузія | греко-римська боротьба, до 85 кг | 24     |